# Château de Fresnay
Pour les articles homonymes, voir Fresnay.
Cet article concerne le château de Fresnay au Bourgneuf-la-Forêt, dans le département français de la Mayenne. Pour le château de Fresnay à Fresnay-sur-Sarthe, voir Château de Fresnay-sur-Sarthe.
Le château de Fresnay ou Frênay, est situé à 1,2 km au nord du Bourgneuf-la-Forêt en Mayenne.

## Histoire
Mentionné par Hubert Jaillot ("château, chapelle, étang et landes"), la Carte de Cassini ("Château, village et bois percé d'allées convergentes"), et Pierre-François Davelu ("Beau château et chapelle"), Fresnay constituait un fief et domaine mouvant de la seigneurie de La Forêt, et en arrière-fief, à trois fois et hommages liges, de la châtellenie d'Ernée. Le seigneur de Frênay ayant fait mettre un siège au chanceau de l'église en 1492, il reconnut que ce serait sans préjudice des droits du seigneur de La Forêt. Du reste, l'acquisition de ce fief sans importance territoriale affranchit bientôt le sire de Frênay de cette vassalité.
Le château actuel, à double pavillon formant marteau, n'est pas antérieur au XVIIe siècle. La terre a toujours été habitée par ses possesseurs.
Le 30 août 1792, le château est pillé par les gardes nationaux de La Baconnière, Andouillé, La Brûlatte. 
Au mois de mai 1793, les domestiques sont décrétés de prise de corps pour avoir donné asile aux frères Cottereau. Enfin, le représentant du peuple en mission dans la Sarthe ayant écrit au directoire de la Mayenne de lever le séquestre mis sur le château, on lui répond qu'il a été le berceau de la Chouannerie, que les propriétaires l'ont toujours favorisée, et que ce sont les républicains et non les chouans qui ont pillé la maison.
La chapelle dédiée à sainte Anne se desservait à l'église du Bourgneuf en l'absence des seigneurs. Parmi les chapelains : Jean Bresteau, 1677 ; René-Antoine Le Gendre, † 1690, René Guiller, frère du curé du Bourgneuf, 1690 ; Pierre Bresteau, démissionnaire, 1766 ; Jean-Pierre Desdouet, déporté en Angleterre en 1793, †1830.

## Les seigneurs de La Fresnaye
- Robert de Loré, dit Le Jeune, 1387, 1405
- Jean de Loré, son fils aîné, 1453
- Guillaume de Loré, 1455, 1461
- Olivier de Loré, 1472
- Jean de Loré, 1492, 1493
- Yves de Loré, mari de Philippe du Pontavice, 1507, 1521
- Mathurin de Loré, mari de Claude Le Cornu , remariée en 1574 à François de Gaignon
- Marguerite de Loré, veuve en 1574 de Claude de Chalus, était remariée en 1577 à Madelon de la Jaille, « qui vivait à Fresnay suivant l'église catholique »
- Pierre de Chalus, marié avant 1603 à Renée de la Jaille, fille de René de la Jaille et de Madeleine de Gaignon, et petite-fille de Madeleine de Loré[2]
- Jean de Chalus, seigneur de la Besnardière, marié en 1647 avec Antoinette Le Prestre, morte à Ernée dans sa maison le 7 décembre 1675, inhumée au Bourgneuf deux ans avant son mari
- Nicolas Le Prestre, beau-frère du précédent, devint seigneur du Fresnay après la mort et la ruine de Gabriel de Chalus, son neveu, qui avait épousé Anne Pascaud, dame de la Brouillière à Hambers
- Charles-Paul de Bailly, chevalier, épouse Suzanne Le Prestre[3], dame de Fresnay et de La Chapelle-Rainsouin[4]
- Louis-Alexandre de Bailly, né de ce mariage au château de Fresnay en 1696, seigneur de la Besnardière, épouse en l'église de la Trinité, en 1723, Marie-Marguerite-Elisabeth-Renée de la Roussardière, et devient de ce fait seigneur de Vautorte
- Jean-Baptiste Joseph de Bailly de Fresnay, marquis de Bailly, fils du précédent, né et mort au Bourgneuf (° 1732 - † 1808), servit comme capitaine au régiment du roi-infanterie et épousa, le 1er avril 1767, Edmée ou Aimée-Charlotte-Anne de l'Escalopier (fille de Gaspard-César-Charles de Lescalopier, intendant de la généralité de Tours), député aux États généraux de 1789[5].
- Charles Gaspard Elisabeth Joseph de Bailly, (°6 janvier 1765 - † 14 janvier 1850 au Bourgneuf), marquis de Fresnay, militaire et homme politique français, député de la Mayenne pendant la Seconde Restauration.

### Famille Treton de Vaujuas-Langan
- Henri de Vaujuas-Langan, fils de Marie Louis de Vaujuas-Langan et de Charlotte de Bailly, député et homme politique français né et décédé au château (1830-1907)[6].
- La marquise de Vaujuas-Langan, mère de MM. de Vaujuas et de Mme Paul Le Gonidec